# Physacanthus nematosiphon
Physacanthus nematosiphon là một loài thực vật có hoa trong họ Ô rô. Loài này được (Lindau) Rendle & Britton miêu tả khoa học đầu tiên năm 1909.